# روزاريو + مصاص الدماء
روزاريو + مصاص الدماء (ロザリオとバンパイア Rozario to Banpaia) سلسلة مانجا يابانية تم كتابتها ورسمها من قبل اكيهيسا ايكدا. المانجا نشرة لأول مرة في اغستس 2004 على شونن جامب الشهرية وانتهت في جوان 2007 وقد باعت 10 مجلدات بين أكتوبر 2004 وأكتوبر 2007.

## القصة
تتكلم قصة الانمي عن طالب في الثانوية اسمه تسوكوني بالصدفة كان والده يتجول في الشارع فوجد ظرفا للقبول في مدرسة جيدة فأخذه وعاد به إلى المنزل من ثم خطط هو وزوجته ان يرسلوا ابنهما تسوكوني إلى هذه المدرسة اسمها ال ياغاي وهي عباره عن مدرسه للوحوش وليست للبشر... فينتقل تسوكوني اليها ويصادف فتاة تدعى موكا – تشان وهي فامبير «مصاصة دماء». ويلتقي بمجموعة فتيات فيقعن في حبه جميعا وتبدا المواقف المضحكة والمسلية.

## الممثلون
- روعة السعدي - موكا أكاشيا
- رأفت بازو - اونو تسوكوني
- أنجي اليوسف - كورومو كورونو
- عزة بهاء - ميزوري شيرايوكي

## روابط خارجية
- روزاريو + مصاص الدماء على موقع ANN manga (الإنجليزية)